# Nomiades
Nomiades là một chi bướm ngày thuộc họ Lycaenidae.